# Ophiodes
Ophiodes es un género de lagartos de la familia Diploglossidae endémico del continente sudamericano. Tienen patas vestigiales; no presentan miembros anteriores y los posteriores apenas tienen 10 mm.
Las cuatro especies se distribuyen en Argentina, Brasil, Bolivia, Paraguay, Uruguay. Su nombre común es el de lagarto ápodo o viborita de vidrio. Todos hacen referencia a la facilidad con que éstas desprenden su cola, cuando son capturados, lo que los diferencia de los ofidios.
Los lagartos ápodos tienen un cuerpo fusiforme, no sobrepasan los 20 a 25 centímetros. Solo Ophiodes yacupoi es más grande, presentando coloración verde, con rayas negras y vientre azulado en algunos casos. Las otras tres especie, Ophiodes vertebralis, Ophiodes striatus, Ophiodes intermedius, presentan coloración grisácea, con rayas negras, vientre cremosos. 
Estos lagartos sin patas se desplazan rápidamente entre la vegetación herbácea. Todos habitan pastizales abiertos mayormente, solo Ophiodes yacupoi ha sido citado en la selva misionera argentina.
Estos lagartos se caracterizan por la presencia de osteodermos, pliegues a los lados del cuerpo que permiten al tronco expandirse y contraerse durante la respiración y, la mayoría de las especies poseen extremidades reducidas.
Presentan gran diversidad de cariotipos; el de Ophiodes intermedius (2n = 36) se considera primitivo, y es similar al de Ophiodes striatus (Beçak et al. 1972)[cita requerida] tanto en número como en la morfología cromosómica; el número de macrocromosomas metacéntricos y submetacéntricos (12) y el de microcromosomas (24) son los establecidos como más frecuentes para la familia Anguidae.

## Clasificación
Género Ophiodes
- Ophiodes intermedius
- Ophiodes luciae
- Ophiodes striatus
- Ophiodes vertebralis
- Ophiodes yacupoi